# FC Pakruojis
FC Pakruojis é um clube de futebol profissional lituano da cidade de Pakruojis que joga o Pirma lyga.

## História
O FC Pakruojis foi fundado em 2016.

## Participação noCampeonato Lituano
| Temporada | Nível | Campeonato           | Lugar | Ref   |
| --------- | ----- | -------------------- | ----- | ----- |
| 2016      | 3.    | Antra lyga (Vakarai) | 1.    | [ 2 ] |
| 2017      | 2.    | Pirma lyga           | 9.    |       |
| 2018      | 2.    | Pirma lyga           | 7.    |       |
| 2019      | 2.    | Pirma lyga           | 15.   |       |

## Equipamentos

### Equipamentos anteriores
- 2016-18
- 1º - Camisola azul, calção azul e meias azuis;
- 2º - Camisola amarela, calção azul e meias amarelas.

| FC PAKRUOJIS | FC PAKRUOJIS |
| Uniforme     |              |
| 2016−...     | 2016-...     |

| 1  | Países Baixos | G | Jordy van de Corput   |  |  |  |  |  |
|    |               |   |                       |  |  |  |  |  |
| 3  | Lituânia      | D | Gediminas Zaborskis   |  |  |  |  |  |
| 12 | Lituânia      | D | Gediminas Balašauskas |  |  |  |  |  |
| 28 | Lituânia      | D | Donatas Strockis      |  |  |  |  |  |
|    |               |   |                       |  |  |  |  |  |
| 15 | Lituânia      | M | Vilius Paslavičius    |  |  |  |  |  |
| 18 | Ucrânia       | M | Andrei Arochka        |  |  |  |  |  |
| 19 | Lituânia      | M | Žilvinas Jurevičius   |  |  |  |  |  |
| 23 | Cazaquistão   | M | Kassymkhan Talasbayev |  |  |  |  |  |
| 37 | Lituânia      | M | Aivaras Renusas       |  |  |  |  |  |
|    |               |   |                       |  |  |  |  |  |
| 8  | Lituânia      | A | Aivaras Bagočius      |  |  |  |  |  |
| 22 | Lituânia      | A | Dominykas Kriukas     |  |  |  |  |  |
| 35 | Lituânia      | A | Deividas Puodžiūnas   |  |  |  |  |  |
|    |               |   |                       |  |  |  |  |  |